# 河内町立金江津中学校
河内町立金江津中学校（かわちちょうりつ かなえつちゅうがっこう）は、茨城県稲敷郡河内町金江津にあった公立中学校。

## 概要
河内町の東部に位置し、そばには利根川が流れる。

## 沿革
- 1947年（昭和22年）4月1日 - 金江津村中学校として開校。初代校長に高仲大次郎氏就任。[1]
- 1950年（昭和25年）1月6日 - 新校舎起工式。
- 1958年（昭和33年）2月15日 - 金江津村が河内村に編入。
- 1962年（昭和37年）3月31日 - 新校舎落成式（創立記念日）。
- 1996年（平成8年）6月1日 - 町制施行により、河内町立金江津中学校になる。
- 2017年（平成29年）
  - 3月24日 - 閉校式典が行われる。[2]
  - 3月31日 - 閉校。

## 通学区域
河内町立金江津小学校全域。
- 金江津、田川（行政区：下町歩を除く）、片巻、和銅谷、下加納、平川、十三間戸、長竿（行政区：田川・片巻）

## 学校周辺
- 利根川
- 新利根川